# Variétés italiennes de maïs
Les variétés italiennes de maïs  (Zea mays L.), selon l’évidence historique, archéologique, botanique, morphologique et génétique, se sont constituées dès l’introduction de cette céréale depuis l’Amérique, au cours du XVIe siècle .
L’évolution du maïs en Italie, à travers une sélection adaptative réalisée par les humains, a permis de garder une grande diversité génétique durant quatre siècles. Les variétés traditionnelles et les agro-écotypes ont été semés dans les conditions écologiques italiennes très variables jusqu’à l’introduction des hybrides de la Corn Belt américaine au XXe siècle. Ils présentent une grande variété d'adaptation écologique, de productivité et de caractéristiques de cuisson.
La plupart des agro-écotypes italiens de maïs appartiennent aux sections Indurata et Indentata et à leurs combinaisons, étant caractérisés par des grains de consistance vitreuse, semi-dentée et dentée. Quelques variétés locales appartenant à la section Everta (pop-corn) ont aussi été cultivées en Italie. Le sommet du grain assume des formes différentes : lisse, cornue, cuspidée, rostrée ou dentée.
Les caractéristiques éco-agronomiques des variétés traditionnelles sont adaptées aux conditions climatiques méditerranéennes et semi-continentales du pays, avec semis concentrés au printemps et en quelques cas en été (après le blé); et maturation allant de précoce (été) à tardive (automne).
La classification, en fonction des caractéristiques culturelles et de cuisson des grains, est rapportée aux types d’épis suivants : huit-rangs (ottofile), cylindriques éloignées, sub-coniques multi-rangs, coniques grandes et coniques naines de cycle court.
Une description anticipatrice de douze variétés de maïs a été publiée par Pietro Venino en 1916, suivie par les études extensives de Tito Vezio Zapparoli de 1920 à 1943. Une récolte de 562 échantillons de variétés locales de maïs a été réalisée en 1954-1955 par Aureliano Brandolini. La caractérisation agronomique, morphologique et cytologique et l’analyse multivariée de ces variétés et d’autres accessions, gardées dans la banque de gènes de la Station expérimentale du maïs de Bergame, a abouti dans la taxonomie systématique des variétés italiennes traditionnelles,. Ces études classent les variétés italiennes dans les catégories suivantes :
Sections Indurata et Indentata9 complexes raciaux, 35 races et 65 agro-écotypes
Huit-rangs vitreux et races dérivées : 6 races et 10 agro-écotypes
- Ottofile puri (Huit-rangs propres)
  - Ottofile
  - Tajolone
  - Ottofile tardivo
- Razze derivate (Races dérivées)
  - Derivati 12-14 file
  - Cannellino
  - Monachello

Vitreux coniques et races dérivées : 5 races et 15 agro-écotypes
- - Barbina
  - Poliranghi
  - Montano
  - Biancone
  - Ostesa

Vitreux cylindriques tardifs méridionale : 3 races et 4 agro-écotypes
- - Montoro
  - Rodindia
  - Pannaro

Vitreux cylindriques de moyenne saison méridionales : 3 races et 6 agro-écotypes
- - Trentinella
  - Dindico
  - Altosiculo
- Vitreux nains extra-précoces : 4 races et 6 agro-écotypes
  - Poliota
  - Trenodi
  - Agostinello
  - Tirolese

Vitreux microspermes : 4 races et 8 agro-écotypes
- Appenniniche (Apennins)
  - Zeppetello
- Subalpine (Subalpins)
  - Cinquantino Marano
  - Cadore

Padans: 4 races et 7 agro-écotypes
- Poliranghi (Multi-rangs)
  - Pignolo
  - Rostrato-Scagliolo
  - Bani-Scaiola
- Longispiga (Épi longue)
  - Agostano

Vitreux blanc perle : 3 races et 4 agro-écotypes
- - Bianco Perla
  - Righetta bianco
    - 32. Cimalunga

Maïs denté : 2 races et 5 agro-écotypes
- - Dentati bianchi antichi
  - Dentati moderni

Section Everta
Pop corn: 3 races et 12 agro-écotypes
- Perla prolifico
- Risiforme precoce
- Bianco tardivo cremonese

L’érosion génétique est une grave menace pour la base même de l’amélioration future de cette espèce monoïque et allogame, dont le progrès génétique se base surtout sur la combinaison avisée des traits structurels et physiologiques de cette plante fournis par chaque génotype parental. Avec le déclin des variétés traditionnelles, on risque la disparition des caractéristiques spécifiques des variétés sélectionnées au cours des siècles comme ingrédients spécifiques des plats préparés à partir des grains de cette céréale.